# Discussão sobre a herança do Grão-Ducado da Lituânia
A discussão sobre a herança do Grão-Ducado da Lituânia é um problema relativo à herança do Grão-Ducado da Lituânia (GDL) e à relação com ele das modernas Bielorrússia e Lituânia. Os principais pontos de discórdia são questões sobre a gênese e as origens do estado, o papel das terras báltico-lituanas e bielorusso-eslavas, e o caráter nacional-étnico do estado. No âmbito desta discussão, foram contrapostas duas concepções sobre o GDL: uma o considera como um estado báltico, enquanto a outra o considera predominantemente eslavo (protobielorrusso). No entanto, está ganhando cada vez mais reconhecimento o ponto de vista daqueles que levam em conta o papel tanto dos ancestrais dos lituanos quanto dos ancestrais dos bielorrussos, rejeitando abordagens extremas e unilaterais para o problema.
A discussão tem suas raízes no século XVI, mas surgiu diretamente na segunda metade do século XIX e início do século XX, em conexão com o desenvolvimento dos movimentos nacionais bielorrusso e lituano. A primeira etapa da luta pela herança terminou com o sucesso dos lituanos: no mundo, eles passaram a ser considerados os únicos herdeiros do estado. Na virada das décadas de 1980 e 1990, começou a etapa moderna da discussão, que teve início com a publicação de Mikola Iermalovitch, que criticava as antigas visões sobre as origens do Grão-Ducado da Lituânia. Após o colapso da URSS, os acadêmicos dos dois países iniciaram um diálogo em busca de um compromisso. Além da comunidade científica, as autoridades estatais, o público e os usuários comuns da internet também estão envolvidos na disputa. Vários ativistas bielorrussos e lituanos contemporâneos apelam à tolerância em relação aos pontos de vista uns dos outros, observando a herança comum do Grão-Ducado da Lituânia para os dois povos.
Polacos, russos e ucranianos também expressaram sua ligação com o estado.

## Conceitos
No início do século XXI, formaram-se três principais concepções sobre a formação do Grão-Ducado da Lituânia (GDL) nos círculos acadêmicos:
- “Concepção lituana” (também conhecida como “tradicional”[3], “letuvista”, “báltica”, “oficial soviética”[4]): atribui o papel principal às tribos bálticas dos aukštaitos e lituanos (ancestrais dos lituanos modernos), enfatizando a origem báltica do primeiro governante, Mindaugas.[2] A base desta concepção é a ideia da evolução da sociedade lituana antiga até a formação de um estado e a conquista dos vizinhos eslavos. A concepção surgiu entre os séculos XVIII e XIX[4], mas suas raízes estão no século XVI.[4]
- “Concepção bielorrussa”[2] (também conhecida como “concepção de Iermalovitch”[4]): atribui o papel principal à população eslava da Rus (ancestrais dos bielorrussos modernos), em particular a região de Paniamonnie, onde o estado surgiu. O GDL é visto como um estado bielorrusso, formado principalmente em território bielorrusso com um papel predominante do elemento bielorrusso. Esta interpretação surgiu entre o final da década de 1980 e o início da década de 1990.[2]
- “Concepção centrista”[2][3] (também conhecida como “bielorusso-lituana”, “lituano-bielorrussa”, “lituano-rutena”[1], “de compromisso”[2]): reconhece o papel tanto dos ancestrais dos lituanos quanto dos ancestrais dos bielorrussos. O GDL é visto como um estado multinacional, formado sobre uma base báltico-eslava. Surgiu com base na concepção “grã-russa”, que supunha a entrada pacífica da Rus no GDL e enfatizava o status especial da Igreja Ortodoxa e da nobreza rutena.[2] Sua formação data da segunda metade do século XIX e está ligada a tentativas de apresentar o estado como parte da história russa.[4]

Entre outras concepções, destaca-se a “polonesa”. Ela sugere que a Polônia também tem direito à herança histórica do estado.
Na publicação “Avôs. Digest de publicações sobre a história bielorrussa”, as posições dos lados são brevemente descritas da seguinte forma:
| “ | No entanto, nossa historiografia, que ainda não conseguiu ultrapassar as fronteiras nacionais, acredita que é precisamente a Bielorrússia a principal sucessora do GDL, pois nossas terras constituíam a maior parte do Grão-Ducado, e o antigo bielorrusso era a língua oficial. Os letuvianos [lituanos] nos dizem que a maioria dos grão-duques lituanos eram bálticos, e o antigo bielorrusso era apenas uma língua burocrática. Os bielorrussos argumentam: como o GDL pode ser de vocês, se havia apenas 5% de bálticos (samogícios [lituanos]) na população? | ” |

### Questões específicas da discussão

#### A origem dos príncipes lituanos
Parte dessas disputas tornou-se a questão da origem da dinastia governante. Existem as seguintes teorias:
1. Origem romana dos príncipes lituanos. Baseia-se nas Crônicas Bielorusso-Lituanas[6], na Crônica de Bychowiec e na Crônica Lituana e Samogitiana. Segundo a lenda, a dinastia governante descende do romano Palemon, parente de Nero, que fugiu do cruel imperador (ver Polemônidas).[7]
2. Origem prussiana. Baseia-se na Crônica da Grande Polônia. Afirma-se que Mindaugas era um rei prussiano que fugiu dos Cavaleiros Teutônicos.[8]
3. A dinastia governante descende dos príncipes das antigas tribos lituanas. Baseia-se na etimologia dos nomes dos governantes por pesquisadores lituanos do século XX.[9]
4. Os grão-duques lituanos descendem da dinastia dos governantes de Polócia, os príncipes Rogvolodidas. Baseia-se na Crônica de Voskresensk, na Crônica da Grande Polônia e nas crônicas em língua rutena do século XVI. De acordo com esta versão, os magnatas lituanos convidaram Dauyotas e Ringaudas (nomeado pai de Mindaugas, o fundador do estado) para governar, descendentes de Rogvolod de Polócia.[10]

#### A primeira capital
Também há disputas em torno da primeira capital do estado. O lado lituano insiste que foi Kernavė (com base na obra “O Mensageiro da Virtude” de 1574), enquanto o lado bielorrusso nomeia Navahrudak (com base na obra “Crônica da Polônia, Lituânia, Samogícia e toda a Rutênia” de 1582). Ambas as publicações pertencem ao historiador Maciej Stryjkowski. Como observou o historiador local Viktar Korbut, além das “afirmações vagas e semimíticas de Stryjkowski”, nenhum argumento sério foi apresentado pelas partes. Voruta também foi mencionada como capital, mas sua localização exata não foi estabelecida.

## História

### O surgimento do problema. A vitória da versão lituana
O historiador Aliaksandr Krautsevitch associou o início das disputas sobre o Grão-Ducado da Lituânia ao desenvolvimento dos movimentos nacionais lituano e bielorrusso. Ele atribuiu a própria origem do problema do estado a um conflito ideológico do século XVI entre a Lituânia e Moscóvia.
Seu colega, Siarhei Marozau, apontou que a implementação das ideias de estado das duas nações foi precedida por tentativas da szlachta lituana de reviver o estado. Após a Revolta de 1863-1864, lituanos e bielorrussos se afastaram disso, pois “começaram a se reconhecer e a seus próprios interesses”. No entanto, o legado político deste estado ocupou um lugar importante em suas ideologias. Mais tarde, segundo Marozau, “a divergência de interesses dos descendentes do GDL à medida que as nações e a autoconsciência nacional se formavam, a visão diferente do futuro pelos povos da Lituânia histórica levou à concorrência pela herança política comum”. Já no início do século XX, os políticos lituanos passaram a se considerar os únicos sucessores legítimos da Lituânia histórica. Esta abordagem se consolidou definitivamente durante a Primeira Guerra Mundial. Os bielorrussos, por sua vez, segundo o ativista sociopolítico daquele período, Anton Lutskievitch, sentiam uma forte ligação com seus vizinhos, o que foi facilitado pela herança comum do GDL.
Viatchaslau Nasevitch observou que a herança histórica do GDL e a atitude em relação a ela desempenharam um papel fundamental na formação da identidade de bielorrussos e lituanos. Muitos deles passaram a vê-lo como o estado de seus ancestrais. A moderna nação lituana e o estado nacional foram construídos em grande parte graças à sensação de continuidade histórica. Um papel decisivo, segundo o pesquisador, foi desempenhado pela “semelhança dos nomes”. De acordo com Nasevitch,
| “ | A formação da nação bielorrussa inicialmente se encontrou em uma posição mais difícil, pois não havia semelhanças tão convincentes no passado histórico. Mais precisamente, os autônimos históricos “Rus”, “ruski”, usados por seus ancestrais, no momento da formação da ideia nacional bielorrussa, haviam sido firmemente “usurpados” pelos habitantes da Rússia. O fato de que os nacionalistas ucranianos também tentaram contestá-los em seu próprio benefício apenas complicou a situação. | ” |

A ligação com o GDL ocorreu por meio do termo “litvins”. Era assim que os habitantes das terras bielorrussas se autodenominavam antes que o nome “bielorrussos” se estabelecesse. A palavra tinha o significado de um politônimo, denotando todos os habitantes do GDL (tanto lituanos quanto bielorrussos).
Na primeira etapa da luta pela herança do estado, de acordo com Andrei Katliartchuk, os lituanos tiveram sucesso. A razão para isso foi que, na segunda metade do século XIX e início do século XX, seu movimento nacional se encontrava em uma posição mais vantajosa do que o de seus vizinhos. Assim, em particular, os lituanos mantiveram a igreja nacional, e as autoridades czaristas não eram contra a educação e a imprensa em língua lituana, ainda que em alfabeto cirílico. Os bielorrussos não tinham nada disso, pois este povo não era considerado independente. Os problemas na escolha de seu próprio nome também interferiram: Wacław Łastowski propagandeou o nome “Krivia” (pelo nome de uma das antigas tribos protobielorrussas, os krivitchos), Ian Stankevitch tentou introduzir o termo “Grande Lituânia”, outros defendiam “Bielorrússia”. Zakhar Shybeka acrescentou eventos políticos às razões da vitória do lado lituano: a preservação da independência da Primeira República Lituana (em contraste com a República Popular Bielorrussa) e a transferência de Vilnius em 1939. Posteriormente, entre os historiadores soviéticos e outros, a concepção “lituana” se consolidou como a posição dominante.

### O reinício da discussão. A busca por um compromisso
A etapa moderna da discussão, segundo o historiador Aleh Dziarnovitch, começou com a publicação samizdat de Mikola Iermalovitch “Nos rastros de um mito: Houve uma conquista lituana da Bielorrússia?” (em russo:  «По следам одного мифа: Было ли литовское завоевание Беларуси?»). Por algum tempo, o trabalho circulou na clandestinidade em um círculo restrito da intelectualidade bielorrussa. Na segunda metade da década de 1980, quando o livro foi publicado oficialmente, causou indignação na esfera acadêmica lituana.
Entre 1990 e 1994, as discussões entre bielorrussos e lituanos atingiram seu ápice. Em junho de 1992, em Hierviaty (distrito de Astraviets), foi realizada uma “mesa redonda” com o objetivo de esclarecer algumas questões da história comum dos dois povos. Lituânia e Bielorrússia, que conquistaram a independência, começaram a desenvolver suas próprias visões subjetivas do passado. Os acadêmicos consideraram necessário iniciar um diálogo para conciliar pontos específicos na história da formação do estado. Neste encontro, o professor Adam Maldzis expressou a opinião sobre o GDL como um estado bielorusso-lituano ou, equivalentemente, lituano-bielorusso. E houve um acréscimo: levando em consideração o fator do povo ucraniano. No encontro, as partes conseguiram chegar a um acordo sobre esta questão.
No entanto, esses resultados não foram consolidados, pois tal formulação encontrou muitos opositores na Lituânia, enquanto na Bielorrússia ocorreram mudanças políticas, a simbologia estatal mudou e Minsk se afastou da luta pela herança do GDL. Ao mesmo tempo, os acadêmicos lituanos mostraram que abordam a tarefa de representar sua história de forma mais séria e direcionada, publicando seus trabalhos em inglês e alemão. Devido a isso, a República da Lituânia é considerada a herdeira do GDL no mundo. Gradualmente, os pesquisadores lituanos começaram a revisar as antigas visões. Antanas Račis apontou que na Enciclopédia Lituana Universal o “enfoque romântico do GDL” foi abandonado, pois este estado “não era, em sentido estrito, a Lituânia”. Em 2009, na mesa redonda “Mil Anos da Lituânia. Lituânia e Bielorrússia 1000 anos juntos”, o historiador Alfredas Bumblauskas declarou que “o GDL é nossa herança comum, e vocês, bielorrussos, podem pegar dele o quanto desejarem”.
Em 4 de maio de 2013, em Minsque, foi realizada uma discussão pública sobre o problema da visão da história do estado. Participaram Aleh Dziarnovitch e Aliaksandr Kravtsevitch do lado bielorrusso e Rustis Kamuntavičius e Dangiras Mačiulis do lado lituano. Durante o encontro, os historiadores se concentraram na questão de se houve uma conquista lituana das terras eslavas orientais. Os acadêmicos bielorrussos definiram sua visão da seguinte forma: a formação do GDL ocorreu durante a união dos baltos, que possuíam poder militar, com os eslavos orientais, mais desenvolvidos culturalmente e com sua própria forma de estado. Assim, houve uma parceria mutuamente benéfica. O lado lituano criticou a posição dos colegas, pois duvidava da cooperação pacífica, já que os lituanos eram superiores em assuntos militares aos habitantes das terras bielorrussas, do que seria lógico supor a conquista dos eslavos. Os bielorrussos observaram que não há menções a confrontos militares na bacia do rio Neman em fontes escritas.
Atualmente, na República da Bielorrússia, a narrativa histórica é formada com base em um compromisso. Os historiadores bielorrussos reconheceram este estado como um elemento importante na formação de sua própria estatalidade e cultura. Os apelos de alguns políticos para considerá-lo a base do estado bielorrusso não receberam apoio dos historiadores. O lado lituano considera o GDL exclusivamente seu projeto, embora reconheça o fato da perda da língua nativa pelas elites e a transição do paganismo para o catolicismo. Alguns representantes concordam que seus ancestrais cooperaram com os eslavos na construção do GDL. Como Kamuntavičius observou, “os bielorrussos trouxeram cultura, os lituanos lutaram mais”.

## Posições

### Concepção lituana
O estado é apresentado como o resultado do desenvolvimento sociopolítico das antigas tribos lituanas. A subordinação dos habitantes da Rus pelos lituanos é considerada um momento chave na formação do estado. Este ponto de vista é compartilhado por muitos historiadores russos (e anteriormente soviéticos), bem como pela maioria dos acadêmicos poloneses e lituanos. Como observam os defensores da concepção, quando os eslavos orientais tinham um forte estado (séculos IX–XI), a Rus de Kiev, a Lituânia moderna representava uma série de terras separadas lideradas por kunigas (príncipes). O estado aqui surgiu apenas no século XIII e imediatamente se transformou em uma poderosa organização política e militar. Para as terras do sul e oeste da Rus nos séculos XII–XIII, foi um período de fragmentação feudal, guerras internas que enfraqueceram os eslavos. Tudo isso foi complementado por incursões de tártaros e mongóis e cruzados. Assim, as terras ocidentais e meridionais da Rus, apesar de um nível de desenvolvimento mais alto, tornaram-se presas fáceis para os baltos.
Parte da concepção é a hipótese de um estado lituano primitivo, que supostamente surgiu em Aukštaitija (ou Alta Lituânia) por volta de 1183. No entanto, o estabelecimento fundamental do principado é atribuído a meados do século XIII. O enfraquecimento da Rus durante a fragmentação feudal é considerado um fator chave que permitiu aos lituanos iniciarem a expansão, principalmente porque os baltos foram atraídos para os conflitos dos príncipes como mercenários. Vários grupos principescos tentaram atrair os destacamentos lituanos para o seu lado, ou seja, eles se tornaram dependentes de estrangeiros. Supõe-se que no século XII, com o apoio de Polócia, em cujas disputas internas os mercenários estavam envolvidos, a Lituânia conquistou os principados vizinhos de Nalšia, Deltuva e Neris. Por volta de 1183, os lituanos poderiam ter unido todas essas terras em um único principado, o que é evidenciado pelo aumento de seu poder naquele período. O impulso para a consolidação dos baltos foi uma ameaça externa: primeiro, a estabilização da posição de Polócia levou à retomada da expansão dos habitantes de Polócia em Nalšia em direção a Braslau; segundo, os cruzados chegaram à região do Báltico. Após a unificação, a partir de 1183, o estado lituano começou a fazer incursões contra seus vizinhos orientais. Nos séculos XII–XIII, os lituanos realizaram ataques contra Pskov, Novogárdia, Polócia e Velikiye Luki.
Como um sinal do funcionamento do GDL, é mencionada a disseminação do conceito de Lituânia para novos territórios. Segundo os defensores, o centro do estado era a Lituânia em sentido estrito, ou seja, o antigo território do principado lituano original, a área de residência da tribo lituana. Com o tempo, o nome se espalhou para o território da moderna República da Lituânia.
A contribuição e o papel dos ancestrais dos bielorrussos não são considerados sob esta abordagem.

### Concepção bielorrussa
Os representantes da concepção bielorrussa enfatizam a ausência de evidências de conquistas em documentos históricos. Ao mesmo tempo, a formação do GDL foi acompanhada pela conquista de terras bálticas, em particular Deltuva e Nalšia, com a destruição e expulsão de senhores feudais locais, o que era do interesse da nobreza das terras bielorrussas. Além disso, afirma-se que é errônea a identificação da Lituânia das crônicas (séculos XI–XIII) com a parte oriental da Lituânia moderna (a então Aukštaitija, ou Alta Lituânia). Evidências históricas e a toponímia mostram que, na Idade Média, a Lituânia era entendida como o território do Alto Neman, localizado entre as terras de Polócia (Polotsk), Turov-Pinsk e Novogárdia, e que, juntamente com elas, era uma das regiões históricas da Bielorrússia (naquele período, a região não era eslava, estando na fronteira do assentamento dos baltos). Aqui, os “bielorrussos” entram em conflito com os “lituanos”, já que para estes últimos ela ocupava o território de Samogícia, Aukštaitija, selonianos e semigalianos.
O papel de Mindaugas na história é considerado exagerado pela concepção bielorrussa. Maior importância é dada à atividade de Vaišvilkas. Foi ele quem realizou a unificação das terras de Novogárdia, Pinsk, Nalšia, Deltuva, Polotsk, Vitebsk e as terras lituanas das crônicas em um único estado. No entanto, enquanto a anexação dos territórios bálticos foi forçada, a anexação de Pinsk, Polotsk e Vitebsk ocorreu voluntariamente. Da mesma forma, outras terras bielorrussas foram anexadas ao Grão-Ducado da Lituânia. Um papel unificador decisivo no período inicial foi desempenhado por Navahrudak. Observa-se que as terras eslavas orientais determinaram em grande parte o desenvolvimento cultural e econômico do GDL. De acordo com este ponto de vista, embora a dinastia governante e parte da aristocracia fossem de origem lituana, os feudais das terras bielorrussas e de outras terras da Rus também participaram do governo do país.
Às vezes, os baltos são ignorados ou seu papel na criação do GDL é minimizado. Além disso, os ancestrais dos lituanos modernos, assim como eles próprios, têm o direito de serem considerados Lituânia e lituanos negado, e em vez disso são oferecidos os nomes históricos “Samogícia” (em bielorrusso:  Жамойць, Жмудзь, em ruteno: Жемоитская земля, em lituano:  Žemaitija) e “samogícios”, pelos quais os bielorrussos os chamavam anteriormente. Segundo os defensores desta interpretação, os primeiros termos sempre se referiram apenas aos eslavos, ou seja, aos bielorrussos. A designação “Rus” é atribuída ao território da Ucrânia moderna. Ao mesmo tempo, Samogícia é considerada uma região separada da Lituânia histórica, ou seja, da Bielorrússia, assim como Aukštaitija.
Os defensores apontam que, de acordo com o Estatuto do GDL, os povos formadores do estado eram os litvinos (bielorrussos) e os rutenos (ucranianos), enquanto os samogícios (lituanos) eram declarados, juntamente com os judeus, minorias nacionais privadas de direitos. Apropriação do nome Lituânia pelos samogícios ocorreu sob as autoridades da Rússia czarista: em vez de “litvinos” no significado de bielorrussos, o czarismo introduziu na década de 1870 o conceito de “lituanos” no significado de samogícios. O componente báltico é explicado pela presença de iotvíngios no território da moderna voblast de Hrodna, que se bielorrussificaram e não têm nenhuma ligação com os lituanos.

### Concepção centrista
Na literatura polêmica da primeira metade do século XVIII, continha-se a ideia do caráter pacífico da inclusão das terras da Rus no estado lituano e do status especial garantido por privilégios para a Igreja Ortodoxa e a nobreza rutena. Com base nisso, foi formada a versão “grã-russa” da origem do GDL, que se refletiu nos trabalhos de historiadores de períodos posteriores, incluindo a historiografia bielorrussa tradicional dos séculos XX–XXI. Na segunda metade do século XIX, concluiu-se que o processo de anexação dos territórios da antigo estado ruteno não pode ser explicado exclusivamente pela estratégia de conquista dos lituanos ou pelo enfraquecimento dos principados rutenos.
Os defensores da concepção centrista da criação do Grão-Ducado da Lituânia, com base em material histórico concreto correspondente, argumentam que, nos séculos XIII–XIV, tanto os feudais da Rus Ocidental quanto os lituanos desempenharam um papel decisivo na criação e no desenvolvimento do país. No entanto, nos séculos XV–XVI, estabeleceu-se o domínio da elite de origem eslava. As outras posições são criticadas por não considerarem a estatalidade como uma formação política, um conjunto de instituições políticas, mas por reduzi-la a território, língua e outros traços étnicos. O Grão-Ducado da Lituânia é percebido como um estado multiétnico. Sua formação está ligada ao surgimento de pré-requisitos para a estatalidade entre os lituanos, à aspiração das terras bielorrussas de superar a fragmentação feudal e se consolidarem, e às ameaças externas representadas pelos cruzados e tártaro-mongóis. Segundo essa visão, ocorreu uma união do poder militar dos baltos com as conquistas culturais dos eslavos orientais. A conquista dos bielorrussos pelos lituanos é negada.
O núcleo histórico do GDL é chamado de região bielorrussa do Paniamonnie, ou seja, bacia do rio Neman, que na época era uma zona de interação ativa entre baltos e eslavos. A Lituânia das crônicas é localizada na região de Vilnius, ou seja, no sudeste da República da Lituânia e no noroeste da República da Bielorrússia.
Como foi declarado, a criação do GDL começou com as atividades de Mindaugas. Na luta interna pelo poder, ele foi derrotado e forçado a fugir da Lituânia original (na época, o topônimo supostamente se referia às terras bálticas no noroeste da Bielorrússia moderna e no sul da Lituânia moderna) para Navahrudak. A população local elege Mindaugas como seu príncipe e atribui ao governante a tarefa de expandir o território do principado às custas da Lituânia vizinha.

### Outras concepções
O papel exclusivo dos lituanos na construção do estado também é contestado por russos e ucranianos. Na Rússia moderna, o Grão-Ducado da Lituânia às vezes é visto como um caminho alternativo para o seu desenvolvimento. Para a Ucrânia, o estado se tornou uma etapa importante no caminho da formação da língua e do povo. As reivindicações ucranianas se baseiam no fato de que, na segunda metade dos séculos XIV–XV, suas terras predominavam em termos espaciais sobre as bielorrussas, lituanas e russas (moscovitas). No entanto, em geral, eles não buscam entrar em uma discussão sobre o GDL, pois estão satisfeitos com a herança da Rus de Quieve. O lado russo, em suas visões, afirma que, como resultado das atividades dos grão-duques, surgiu um estado “russo” (lituano-russo), essencialmente, no qual tudo era “russo”: fé, língua, estatutos civis, conceitos, costumes, tradições. Consequentemente, a história do GDL tem uma relação direta com a história da Rússia. A situação mudou apenas com o aumento da influência polonesa.
A base das reivindicações polonesas sobre o GDL foram as pesquisas de historiadores do século XX, que tratavam do problema da conclusão da união pessoal e real entre o GDL e a Polônia. Os especialistas consideraram o período da história do GDL como parte da história polonesa. Foi precisamente o tema da orientação jurídico-legal que serviu de justificativa para tais visões. A base da concepção polonesa foi a interpretação da palavra latina “applicare” (que pode ser traduzida tanto como “unificação” quanto como “anexação”) do texto da União de Krewo de 1385, que previa que o grão-duque Jagelão ocuparia simultaneamente o trono polonês e o lituano. O historiador Stanisław Kutrzeba considerou que “applicare” era sinônimo de “incorporatio” e, portanto, a Lituânia foi anexada ao Reino da Polônia. Essa interpretação foi chamada por Grzegorz Błaszczyk de “incorporacionista” e foi adotada pela historiografia polonesa. As reivindicações também se baseiam na União de Lublin de 1569, durante a qual, segundo o lado polonês, não apenas a parte sul da Lituânia, o território da Ucrânia moderna, mas também praticamente todo o principado foi incorporado. Após 1569, não se pode falar de uma união polonesa-lituana, pois o GDL, no sentido jurídico-estatal, já não existia. A preservação do nome Grão-Ducado para suas terras era considerada a preservação de uma definição territorial histórica e tradicional.
Tudo isso levou ao fato de que a República das Duas Nações, formada como resultado da união, é considerada por alguns apenas um estado polonês, e o GDL em 1569-1795 é percebido como uma “herança polonesa no leste”.

## Política
No mundo moderno, a história de qualquer estado tornou-se um instrumento de manipulação da consciência pública por parte dos políticos. A continuidade da Lituânia moderna em relação ao principado medieval foi refletida na Constituição da República de 1992:
| “ | O povo lituano, que criou o Estado lituano há muitos séculos, fundamentando sua base legal nos Estatutos Lituanos e nas Constituições da República da Lituânia, que defendeu resolutamente sua liberdade e independência ao longo dos séculos, preservou seu espírito, língua nativa, escrita e costumes, incorporando o direito natural do homem e do povo de viver e criar livremente na terra de seus pais e ancestrais – em um Estado lituano independente, […] pela vontade dos cidadãos do Estado lituano renascido, adota e proclama esta Constituição. | ” |

Anteriormente, essa ligação era indiretamente enfatizada nos Atos de Restauração do Estado Lituano Independente de 16 de fevereiro de 1918 e 11 de março de 1990.
Partidos bielorrussos de orientação nacional (Frente Popular Bielorrussa, Assembleia Social-Democrata Bielorrussa) e organizações públicas (“Talaka”, “Pahodnia”), criados no final da década de 1980, apoiaram a concepção “bielorrussa” da formação do GDL e tentaram usá-la em suas atividades sociopolíticas. Isso se explica pelo fato de que os líderes dessas organizações eram justamente os historiadores, arqueólogos e filólogos que desenvolveram essa concepção, cuja forma extrema ficou conhecida como litvinismo.
Os oponentes do litvinismo o consideram uma teoria pseudocientífica marginal. A ativista política bielorrussa Sviatlana Tsikhanouskaia caracterizou essa corrente como uma “teoria marginal” que busca separar artificialmente lituanos e bielorrussos, e declarou que os bielorrussos respeitam a integridade territorial e o patrimônio histórico da Lituânia. O litvinismo também foi descrito por seus críticos como uma forma de fascismo, associada a reivindicações territoriais expansionistas da Bielorrússia sobre países vizinhos.
Em 2023, o litvinismo provocou outra onda de críticas da comunidade científica da Lituânia. O jornal “Nezavisimaia Gazeta” observou que, devido a isso, a atitude em relação à diáspora bielorrussa no país piorou. A disputa inicialmente surgiu nas redes sociais e, em seguida, novos participantes se juntaram a ela, na forma de deputados do Parlamento da Lituânia e da Rada da República Democrática da Bielorrússia (o governo no exílio bielorrusso). O presidente do comitê parlamentar lituano de segurança e defesa nacional, Laurynas Kasčiūnas, indignou-se com o fato de os bielorrussos estarem “apropriando-se da história da Lituânia”.
Por sua vez, a liderança atual da Bielorrússia procurou evitar a politização da história e avaliações extremas. Em 2022, o presidente Aleksandr Lukashenko chamou o Grão-Ducado da Lituânia de “o primeiro estado bielorrusso”, que se formou “com base no grupo étnico bielorrusso” como uma “aliança defensiva com as tribos bálticas”, criticando os países vizinhos por negarem a contribuição dos bielorrussos para o desenvolvimento do GDL e da República das Duas Nações.

## Análise
Como escreveu Nasevitch, as concepções “lituana” e “bielorrussa” (o cientista as chamou de “paradigmas concorrentes”) diferem não tanto pela qualidade da análise científica ou pela completude da consideração dos fatos disponíveis, mas pela diferente escolha de axiomas iniciais. Em tal situação, a crítica dos oponentes do ponto de vista das falhas em sua cadeia lógica não atinge o objetivo, mas apenas leva à correção de deficiências particulares e, assim, contribui para o fortalecimento do paradigma que está sendo tentado derrubar. Segundo o especialista, as possibilidades cognitivas da ciência histórica sobre esta questão estão próximas da exaustão. Os fatos disponíveis permitem construir duas versões dos eventos ocorridos, entre as quais a escolha final é impossível.
Com base nas palavras da pesquisadora Iana Sumina, a não resolução do problema da gênese do GDL está ligada à falta de informações confiáveis.
Kamuntavičius viu a raiz da disputa não nas interpretações dos cientistas, mas no ensino de história nas escolas. Segundo ele, a única saída nesta situação é “não tentar mudar o pensamento do vizinho, mas tentar compreendê-lo”. Em uma entrevista para o jornal “Komsomolskaia Pravda”, sobre a discussão sobre o legado do GDL, o pesquisador dedicou atenção especial à educação escolar.
| “ | Os lituanos aprendem desde as primeiras séries escolares que o Grão-Ducado começa com as terras lituanas, ou seja, com o leste da Lituânia. Os principais centros desse núcleo estão localizados em terras étnicas lituanas, e de lá o principado se expande, inclusive para o território da Bielorrússia. Na Bielorrússia, a ênfase é colocada no fato de que o núcleo do GDL se originou nas terras étnicas lituanas do sul, mais a terra de Navahrudak. E a primeira capital do estado foi em Navahrudak. [...] Elaboramos um questionário e o distribuímos para estudantes da universidade de Kaunas e de Hrodna. Uma das perguntas era: “Onde ficavam as principais residências dos Radziwiłł?” E todos os estudantes bielorrussos nomearam Niasvij e Mir. E os lituanos? Todo aluno na Lituânia sabe que a principal residência dos Radziwiłł fica em Kėdainiai. Nossos alunos não sabem nada sobre Niasvij, e os seus sobre Kėdainiai. | ” |

O publicista Ian Bertanovitch apontou:
| “ | E hoje, se pegarmos qualquer historiador real pela gola e fizermos uma pergunta direta: “Irmão, diga a verdade, quem criou o GDL: bielorrussos ou lituanos?”, ele explicará claramente: aqueles que o criaram nem sequer imaginavam que, muitos séculos depois, estados nacionais surgiriam aqui de repente. E, em seguida, políticos que começariam a dividir o passado. | ” |

Segundo a opinião do filósofo Valeri Ievarouski, esta disputa é um “nível escolar de orgulho de seu passado”. Ele propôs deixar para cada povo o direito de acreditar nas raízes históricas que lhe são mais próximas. Zakhar Shybeka expressou um pensamento semelhante. Segundo ele, na história existem coisas que não podem ser resolvidas por consenso e, portanto, dois povos têm o direito de perceber e interpretar o legado à sua maneira. O ativista da diáspora bielorrussa Ales Tchaitchits observou que os bielorrussos nunca tiveram forças para uma discussão igualitária e os lituanos não tiveram necessidade dessa discussão. No entanto, essa conversa deve acontecer. Ele propôs um projeto de Gabinete Ministerial de Transição Unificado na área de renascimento nacional: uma “conferência de paz” entre historiadores e políticos dos dois países. Tchaitchits acreditava que o legado do GDL deveria unir os povos, e não dividi-los.
Visões semelhantes sobre o problema também foram compartilhadas por Adam Maldzis, Egidijus Aleksandravičius e Andrzej Pukszto.